# Rueil-la-Gadelière
Rueil-la-Gadelière és un municipi francès, situat al departament de l'Eure i Loir i a la regió de Centre – Vall del Loira. L'any 2007 tenia 457 habitants.

## Demografia

### Població
El 2007 la població de fet de Rueil-la-Gadelière era de 457 persones. Hi havia 178 famílies, de les quals 32 eren unipersonals (12 homes vivint sols i 20 dones vivint soles), 73 parelles sense fills, 69 parelles amb fills i 4 famílies monoparentals amb fills.
La població ha evolucionat segons el següent gràfic:
Habitants censats

### Habitatges
El 2007 hi havia 235 habitatges, 179 eren l'habitatge principal de la família, 43 eren segones residències i 13 estaven desocupats. 231 eren cases i 3 eren apartaments. Dels 179 habitatges principals, 144 estaven ocupats pels seus propietaris, 21 estaven llogats i ocupats pels llogaters i 13 estaven cedits a títol gratuït; 7 tenien dues cambres, 21 en tenien tres, 59 en tenien quatre i 92 en tenien cinc o més. 134 habitatges disposaven pel capbaix d'una plaça de pàrquing. A 74 habitatges hi havia un automòbil i a 98 n'hi havia dos o més.

### Piràmide de població
La piràmide de població per edats i sexe el 2009 era:
| Homes | Edats   | Dones |
| ----- | ------- | ----- |
| 0     | 95 o +  | 0     |
| 0     | 90 a 94 | 0     |
| 0     | 85 a 89 | 4     |
| 0     | 80 a 84 | 4     |
| 0     | 75 a 79 | 4     |
| 8     | 70 a 74 | 12    |
| 8     | 65 a 69 | 12    |
| 20    | 60 a 64 | 16    |
| 20    | 55 a 59 | 12    |
| 32    | 50 a 54 | 40    |
| 4     | 45 a 49 | 12    |
| 36    | 40 a 44 | 8     |
| 20    | 35 a 39 | 32    |
| 12    | 30 a 34 | 12    |
| 12    | 25 a 29 | 4     |
| 8     | 20 a 24 | 20    |
| 24    | 15 a 19 | 8     |
| 24    | 10 a 14 | 24    |
| 32    | 5 a 9   | 12    |
| 0     | 0 a 4   | 4     |

## Economia
El 2007 la població en edat de treballar era de 307 persones, 224 eren actives i 83 eren inactives. De les 224 persones actives 200 estaven ocupades (110 homes i 90 dones) i 24 estaven aturades (12 homes i 12 dones). De les 83 persones inactives 33 estaven jubilades, 25 estaven estudiant i 25 estaven classificades com a «altres inactius».

### Ingressos
El 2009 a Rueil-la-Gadelière hi havia 188 unitats fiscals que integraven 495,5 persones, la mediana anual d'ingressos fiscals per persona era de 18.149 €.

### Activitats econòmiques
Dels 14 establiments que hi havia el 2007, 1 era d'una empresa extractiva, 1 d'una empresa de fabricació d'altres productes industrials, 5 d'empreses de construcció, 3 d'empreses de comerç i reparació d'automòbils, 1 d'una empresa d'informació i comunicació, 1 d'una empresa de serveis, 1 d'una entitat de l'administració pública i 1 d'una empresa classificada com a «altres activitats de serveis».
Dels 6 establiments de servei als particulars que hi havia el 2009, 1 era un paleta, 1 guixaire pintor, 1 fusteria, 1 lampisteria, 1 electricista i 1 tintoreria.
L'any 2000 a Rueil-la-Gadelière hi havia 13 explotacions agrícoles que ocupaven un total de 1.071 hectàrees.

## Equipaments sanitaris i escolars
El 2009 hi havia una escola elemental.

## Poblacions més properes
El següent diagrama mostra les poblacions més properes.